# Efebos
 (signalé en juillet 2025).
Si vous disposez d'ouvrages ou d'articles de référence ou si vous connaissez des sites web de qualité traitant du thème abordé ici, merci de compléter l'article en donnant les références utiles à sa vérifiabilité et en les liant à la section « Notes et références ».
- Archive Wikiwix
- Bing
- Cairn
- DuckDuckGo
- E. Universalis
- Gallica
- Google
- G. Books
- G. News
- G. Scholar
- Persée
- Qwant
- (zh) Baidu
- (ru) Yandex
- (wd) trouver des œuvres sur Wikidata

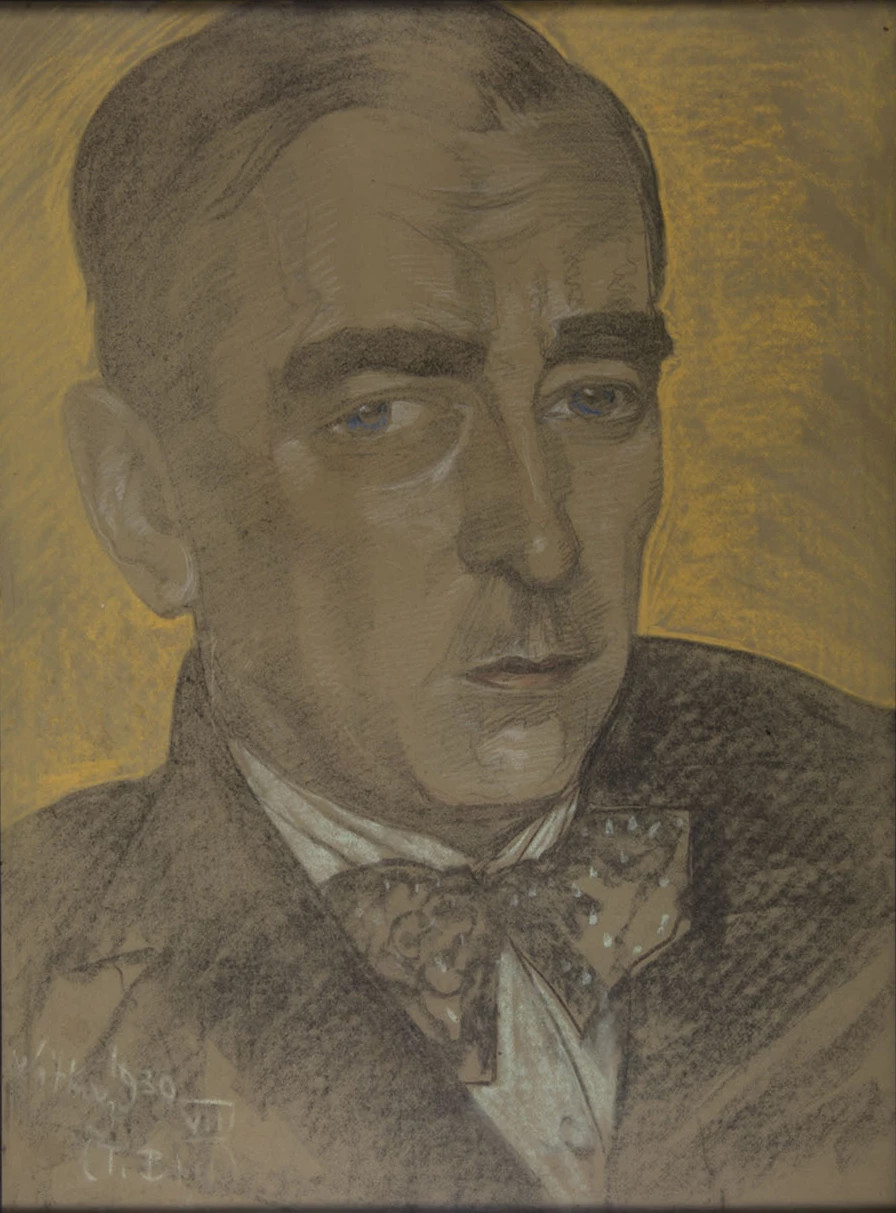
Portrait de Karol Szymanowski par Stanisław Ignacy Witkiewicz.

Efebos est un roman perdu écrit par le compositeur Karol Szymanowski. La maison familiale de Szymanowski, à Tymochivka, en Ukraine actuelle, est détruite entre la Première Guerre mondiale et la révolution de 1917, dans une période où l'artiste ne sent pas capable de composer. En revanche, il explore les thèmes de la religion et de l'homosexualité dans ce roman.

## Histoire
Bien  que ce roman ait été perdu, son argument central est préservé par une traduction en russe de 150 pages que l'auteur a offerte à Boris Kochno en 1919. Découverte dans les documents de Kochno en 1981, ce fragment a été publié en allemand comme Das Gastmahl : Ein Kapitel aus dem Roman Ephebos, Berlin, Verlag Rosa Winkel, 1993.
L'ouvrage explore les idées que Szymanowski exprimait dans sa musique et notamment son opéra Le Roi Roger avec lequel il partage une action en Sicile et la foi en Apollon et Dionysos. En raison de son contenu homoérotique, le livre devait être publié après la mort de la mère de Szymanowski, mais ce dernier mourut avant elle en 1937. Son ami Jarosław Iwaszkiewicz conservait une copie du manuscrit, mais il a été détruit par un incendie lors du siège de Varsovie en 1939.